# Auzouer-en-Touraine
Auzouer-en-Touraine är en kommun i departementet Indre-et-Loire i regionen Centre-Val de Loire i de centrala delarna av Frankrike. Kommunen ligger i kantonen Château-Renault som tillhör arrondissementet Tours. År 2022 hade Auzouer-en-Touraine 2 172 invånare.

## Befolkningsutveckling
Antalet invånare i kommunen Auzouer-en-Touraine
Referens:INSEE